# Eva Hovenkamp
Eva Hovenkamp (Ede, 19 de julio de 1996) es una deportista neerlandesa que compite en atletismo, en la modalidad de carrera de velocidad. Obtuvo buenos resultados en los campeonatos neerlandeses, especialmente en los 200 metros y los 400 metros y durante un corto periodo en 2016 fue una de los poseedores del récord neerlandés en el relevo 4 × 400 metros. Compitió en el relevo 4 × 400 metros femenino en el Campeonato Mundial de Atletismo de 2017.

## Trayectoria
En el Campeonato Neerlandés de Pista Cubierta de 2016 en Apeldoorn, Hovenkamp ganó una medalla de bronce en los 200 metros. Con un tiempo de 23.99 s, terminó detrás de Nicky van Leuveren (oro; 23.39 s) y Naomi Sedney (plata; 23.46 s). Más tarde ese año, formó el equipo con van Leuveren, Laura de Witte y Lisanne de Witte que compitió en el relevo 4 × 400 m en el Campeonato Europeo de Ámsterdam. Con un tiempo de 3:29.18 min en la clasificación, este cuarteto no solo se clasificó para la final, sino que también mejoró el récord neerlandés de 1985. En la final, terminaron séptimos con un tiempo de 3:29.23 min. El promedio de estos dos tiempos les valió la clasificación olímpica para los Juegos Olímpicos de Río de Janeiro 2016. Esto los convirtió en el primer equipo en representar a los Países Bajos en el relevo 4 × 400 m en los Juegos. La carrera en Ámsterdam fue ganada por el equipo británico de relevos con un tiempo de 3:25.05 min. Hovenkamp formó parte del equipo de atletismo en Río de Janeiro, pero no compitió allí.

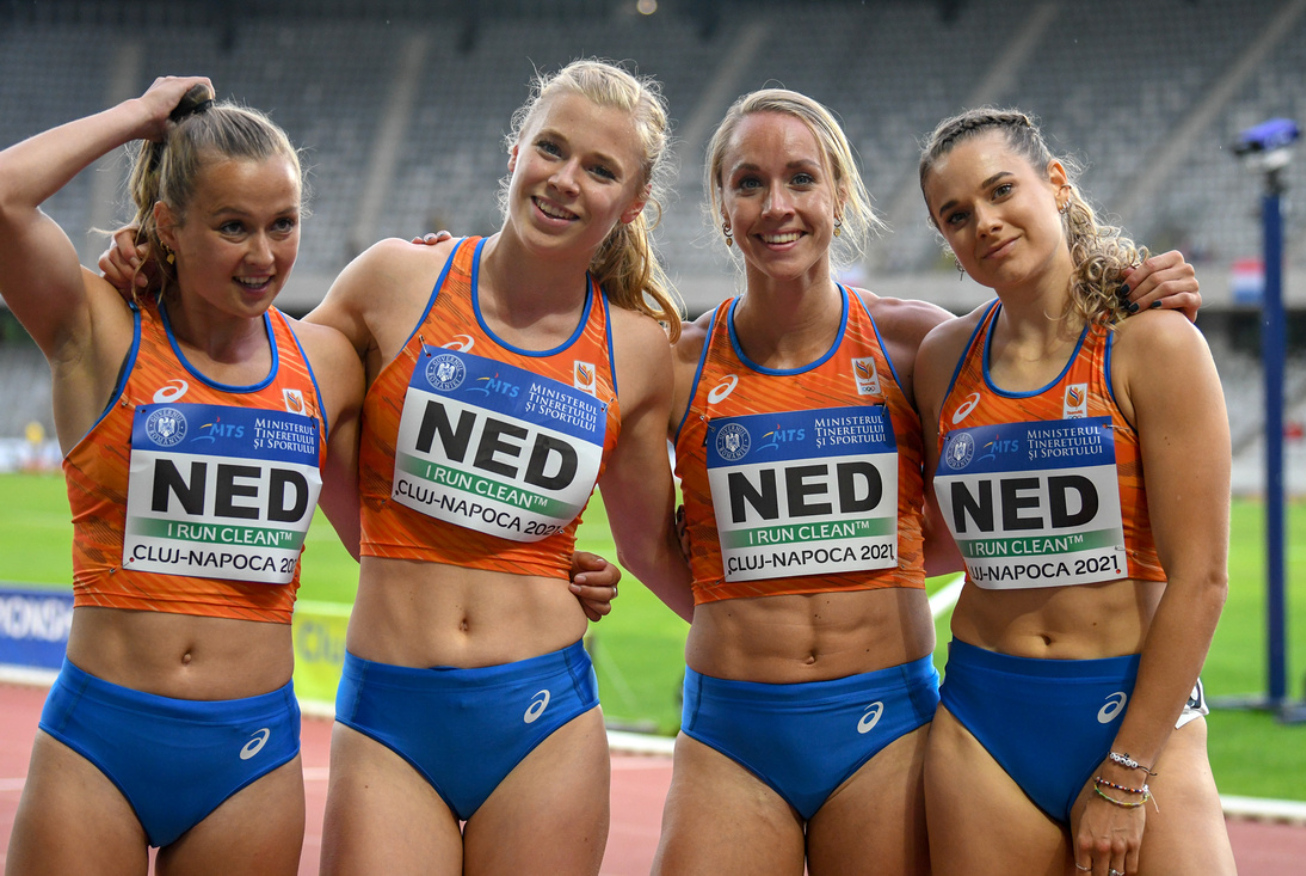
El equipo de relevos 4 × 400 metros en Cluj-Napoca. De izquierda a derecha: Anne van de Wiel, Andrea Bouma, Hovenkamp y Laura de Witte.

Después de 2016, Hovenkamp se centró principalmente en los 400 metros y fue finalista constante en esta distancia en los campeonatos neerlandeses. En el Campeonato Mundial de 2017, formó parte del equipo de relevos 4 × 400 m, que no logró pasar de las eliminatorias. Un percance ocurrió durante la transición entre la corredora líder Madiea Ghafoor y Lisanne de Witte. Hovenkamp, como última corredora, corrió justo para terminar la carrera. «Estábamos en tan buena forma que esto es realmente decepcionante. Pasar la carrera fue como un aplauso para los perdedores», dijo Hovenkamp decepcionada después. Su decepción era aún más comprensible considerando que había tenido su mejor año en los 400 metros ese año. En la antesala del Campeonato Mundial, ya había logrado su mejor marca personal de 52.83 s en mayo, tras lo cual logró marcar un mínimo de 53 s en seis ocasiones más durante la temporada.

## Palmarés internacional
| Año  | Evento                    | Sitio     | Prueba         | Resultado |
| ---- | ------------------------- | --------- | -------------- | --------- |
| 2014 | Campeonato Mundial Junior | Eugene    | 4 × 400 metros | Batería   |
| 2016 | Campeonato Europeo        | Ámsterdam | 4 × 400 metros | 7.º       |
| 2017 | Campeonato Europeo Sub-23 | Bydgoszcz | 400 m planos   | Batería   |
| 2017 | Campeonato Mundial        | Londres   | 4 × 400 metros | Batería   |
| 2019 | Universiada               | Nápoles   | 400 m planos   | Semifinal |
| 2021 | Relevos Mundiales         | Chorzów   | 4 × 400 metros | 4.º       |